# Quadroppia abchasica
Quadroppia abchasica är en kvalsterart som beskrevs av Gordeeva och Tarba 1990. Quadroppia abchasica ingår i släktet Quadroppia och familjen Quadroppiidae. Inga underarter finns listade i Catalogue of Life.